# Cheumatopsyche columnata
Cheumatopsyche columnata är en nattsländeart som beskrevs av Martynov 1935. Cheumatopsyche columnata ingår i släktet Cheumatopsyche och familjen ryssjenattsländor. Inga underarter finns listade i Catalogue of Life.

## Bildgalleri

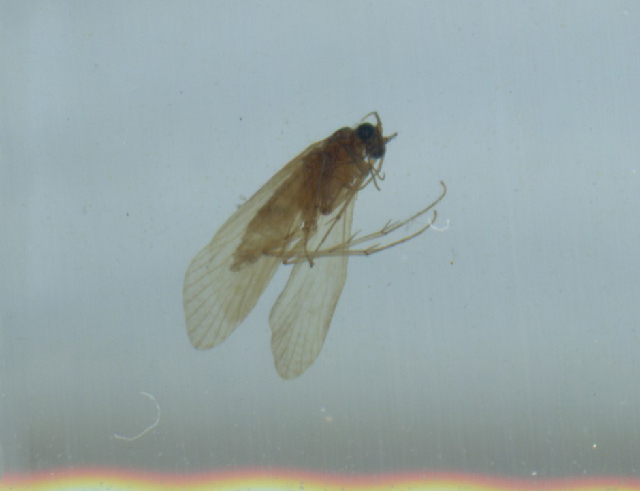